# Giải bóng đá ngoại hạng Iraq 1974-75
Giải bóng đá ngoại hạng Iraq 1974–75 là mùa giải đầu tiên của giải đấu kể từ khi thay thế 4 giải khu vực trước đó tổ chức ở Iraq (đáng chú ý nhất là Iraqi Central League). Al-Tayaran (bây giờ là Al-Quwa Al-Jawiya) giành chức vô địch.

## Thay đổi tên gọi
- Al-Quwa Al-Jawiya đổi tên thành Al-Tayaran.
- Al-Sikak Al-Hadeed đổi tên thành Al-Naqil.
- Al-Muwasalat được thành lập sau sự hợp nhất của Al-Minaa và Al-Bareed.
- Al-Sinaa được thành lập sau sự hợp nhất của nhiều đội bao gồm Al-Kahrabaa.
- Al-Shorta được thành lập sau sự hợp nhất của đội chính Aliyat Al-Shorta và đội dự bị Kuliya Al-Shorta và Shorta Al-Najda.
- Al-Baladiyat được thành lập sau sự hợp nhất của Maslahat Naqil Al-Rukab và Esalet Al-Mai.
- Al-Jaish được thành lập sau sự hợp nhất của nhiều đội bao gồm Al-Mushat và Quwat Salahaddin.

## Bảng xếp hạng
| Vị thứ | Đội bóng       | St | T  | H | B  | BT | BB | HS  | Đ  |
| 1      | Al-Tayaran (C) | 18 | 13 | 4 | 1  | 36 | 11 | +25 | 30 |
| 2      | Al-Naqil       | 18 | 13 | 3 | 2  | 47 | 11 | +36 | 29 |
| 3      | Al-Muwasalat   | 18 | 12 | 3 | 3  | 29 | 13 | +16 | 27 |
| 4      | Al-Sinaa       | 18 | 10 | 5 | 3  | 36 | 16 | +20 | 25 |
| 5      | Al-Shorta      | 18 | 8  | 3 | 7  | 29 | 33 | –4  | 19 |
| 6      | Al-Samawa      | 18 | 5  | 6 | 7  | 22 | 23 | –1  | 16 |
| 7      | Al-Baladiyat   | 18 | 5  | 5 | 8  | 15 | 27 | –12 | 15 |
| 8      | Al-Jaish       | 18 | 3  | 4 | 11 | 13 | 30 | –17 | 10 |
| 9      | Babil          | 18 | 2  | 2 | 14 | 9  | 38 | –29 | 6  |
| 10     | Al-Rafidain    | 18 | 0  | 3 | 15 | 7  | 41 | –34 | 3  |

|  | Al-Naqil giải thể vì khó khăn tài chính |
|  | Xuống hạng Iraq Division 1              |

## Vua phá lưới
| Vị thứ | Cầu thủ       | Bàn thắng | Đội bóng     |
| ------ | ------------- | --------- | ------------ |
| 1      | Thamer Yousif | 13        | Al-Naqil     |
| 2      | Kadhim Waal   | 9         | Al-Muwasalat |